# Dettmar Cramer
Dettmar Cramer (Dortmund, 4 april 1925 – Reit im Winkl, 17 september 2015) was een Duits voetbalcoach. Hij was in de jaren 70 en 80 trainer van Bayern München en Bayer Leverkusen en bondscoach van onder meer de Verenigde Staten en Egypte. Als adviseur en voetbalinstructeur was hij ook jaren werkzaam in Japan, waar hij beschouwd wordt als de grondlegger van het moderne voetbal.

## Biografie

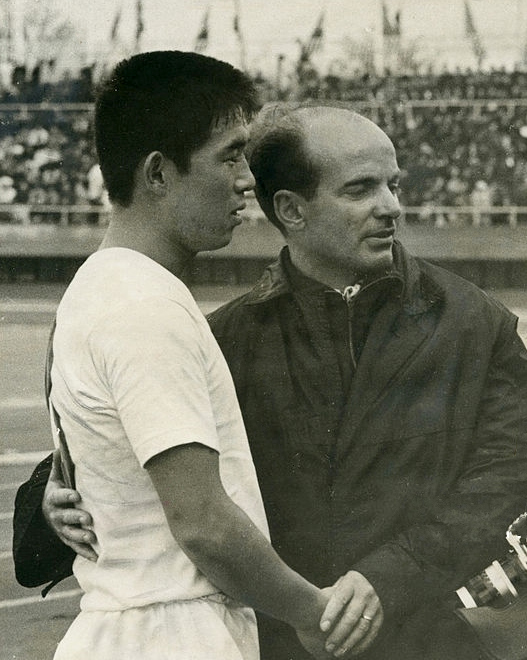
Ryuichi Sugiyama en Dettmar Cramer in 1964

Dettmar Cramer had als speler een bescheiden carrière bij de clubs Victoria Dortmund en Germania Wiesbaden. Reeds op jonge leeftijd startte hij zijn loopbaan als voetbalcoach. Hij trainde de clubs Teutonia Lippstadt, VfL Geseke, Paderborn 07 en TuS Eving-Lindenhorst. Zijn mentor was toenmalig bondscoach Sepp Herberger, die hij in 1941 had leren kennen tijdens een jeugdseminarie. Hij streed ook mee als parachutist tijdens de Tweede Wereldoorlog en had de rang van eerste luitenant. Van het seizoen 1948/49 tot 30 juni 1963 werkte hij als coach in dienst van de West-Duitse voetbalbond (WFLV) in Duisburg.
Cramer probeerde ook een carrière als sportjournalist uit te bouwen. Zo was hij een poos sportredacteur bij de zender ZDF. Na drie maanden hield hij het voor bekeken en keerde hij terug naar het voetbal. Vervolgens werd hij door de Duitse voetbalbond (DFB) als voetbalinstructeur naar Japan gestuurd. Daar werd hij uiteindelijk ook ingeschakeld om het nationale elftal voor te bereiden op de Olympische Spelen van 1964 in Tokio. Op de Olympische Spelen won Japan onder zijn leiding met 3-2 van Argentinië, waardoor het zich verrassend plaatste voor de kwartfinale.
In januari 1964 keerde Cramer terug naar zijn geboorteland, waar hij de assistent werd van bondscoach Helmut Schön. Hij maakte net als Udo Lattek deel uit van de technische staf die met West-Duitsland de finale van het WK 1966 in Engeland bereikte. Nadien werd hij door de FIFA in dienst genomen om in heel de wereld voetbal- en trainerscursussen te organiseren. Zo organiseerde hij in 1969 in Japan de eerste FIFA Coaching Course. Van 1971 tot 1974 coachte hij het nationale elftal van Egypte. Vervolgens werd hij ook een tijdje bondscoach van de Verenigde Staten.
Voor het seizoen 1974/75 werd Cramer coach van Hertha BSC, maar reeds na de eerste training stapte hij weer op. Volgens het Duitse weekblad Der Spiegel weigerde hij samen te werken met manager Wolfgang Holst, die betrokken was bij het "Bundesliga-Skandal" (Bundesligaschandaal) van 1971.
Later dat seizoen volgde hij bij Bayern München zijn vroegere collega Udo Lattek op. Aanvankelijk werd Cramer, die in tegenstelling tot zijn voorganger eerder sober was, bekritiseerd door zowel het bestuur als de fans. Bovendien werd Max Merkel, de Oostenrijkse trainer van stadsgenoot TSV 1860 München, in de pers regelmatig genoemd als mogelijke opvolger van Cramer. Uiteindelijk mocht de 51-jarige Cramer blijven, onder meer omdat hij gesteund werd door aanvoerder Franz Beckenbauer, met wie hij in de jaren 60 had samengewerkt bij het nationale elftal. Onder leiding van Cramer won Bayern in zowel 1975 als 1976 de Europacup I. In 1977 veroverde de club ook voor het eerst de wereldbeker.
In het seizoen 1977/78 verslechterden de prestaties, waarop het bestuur in december 1977 besloot om met Eintracht Frankfurt van trainer te wisselen. De Hongaar Gyula Lóránt verhuisde naar Bayern, terwijl Cramer aan de slag ging in Frankfurt am Main. Maar de trainerswissel werd geen groot succes. Op 30 juni 1978 gingen Cramer en Eintracht Frankfurt opnieuw uit elkaar.
In de herfst van 1978 trok Cramer naar Saoedi-Arabië, waar hij hoofdcoach werd van Al-Ittihad. Hij leidde de club tot december 1981. Vervolgens werd hij tot het einde van het seizoen 1981/82 trainer bij het Griekse Aris Thessaloniki.
In het seizoen 1982/83 keerde Cramer terug naar de Bundesliga. Hij werd coach van Bayer Leverkusen, dat in het seizoen 1983/84 voor het eerst in zijn geschiedenis in de top negen eindigde. Omdat hij die prestatie in het daaropvolgende seizoen niet kon evenaren, werd in juni 1984 besloten om de samenwerking met Cramer stop te zetten.
In de laatste jaren van zijn trainerscarrière was hij nog bondscoach van Maleisië, Thailand en Zuid-Korea onder 23 jaar. Ook werd hij opnieuw adviseur in dienst van de Japanse voetbalbond. Sinds 2002 is Cramer officieel op pensioen. In 2005 werd hij opgenomen in de Japanse Football Hall of Fame. Cramer is ook drager van de Orde van Verdienste van de Bondsrepubliek Duitsland. Door de Japanse keizer Hirohito werd hij ook geëerd omwille van zijn inzet en advies in dienst van het Japanse elftal dat in 1968 brons veroverde op de Olympische Spelen in Mexico. Om die reden behoort hij in Japan tot de Orde van Culturele Verdienste.
Dettmar Cramer overleed in 2015 op 90-jarige leeftijd.

## Bijnaam
Omwille van zijn kleine gestalte (161 cm) kreeg Cramer de bijnaam "Napoleon". Ooit liet hij zich ook in Napoleon-outfit fotograferen in het Olympiastadion in München. De foto werd genomen door Diane Sandmann, de toenmalige partner van Franz Beckenbauer. Door doelman Sepp Maier werd Cramer "de lopende meter" genoemd. Omwille van zijn voetbalkennis wordt hij in Duitsland ook regelmatig "de voetbalprofessor" genoemd.

## Erelijst
Bayern München
Europacup I (2): 1975, 1976
Wereldbeker (1): 1976